# Leptogaster argentinae
Leptogaster argentinae är en tvåvingeart som beskrevs av Martin 1972. Leptogaster argentinae ingår i släktet Leptogaster och familjen rovflugor. Inga underarter finns listade i Catalogue of Life.